# Brookesia lambertoni
Brookesia lambertoni is een hagedis uit de familie kameleons (Chamaeleonidae).

## Naam en indeling
Het is een van de kortstaartkameleons uit het geslacht Brookesia.De wetenschappelijke naam van de soort werd voor het eerst voorgesteld door Édouard Raoul Brygoo en Charles Domergue in 1970. De soortaanduiding lambertoni is een eerbetoon aan Charles Lamberton, (1876 - 1960).

## Verspreiding en habitat
De kameleon komt endemisch voor in het oostelijke deel van Centraal-Madagaskar. De habitat bestaat uit vochtige laaglandbossen.

## Beschermingsstatus
Door de internationale natuurbeschermingsorganisatie IUCN is de beschermingsstatus 'onzeker' toegewezen (Data Deficient of DD).